# Bailey Peacock-Farrell
Bailey Peacock-Farrell (Darlington, 29 de outubro de 1996) é um futebolista norte-irlandês que atua como goleiro. Atualmente, joga pelo Birmingham City e pela Seleção Norte-Irlandesa.

## Carreira em clubes
Nascido em Darlington, Peacock-Farrell jogou nas categorias de base do Middlesbrough entre 2006 e 2013. Neste ano, depois que o Boro não lhe ofereceu uma bolsa de estudos, se mudou para o Leeds United. Assinou seu primeiro contrato profissional com os Whites em junho de 2015  e fez sua estreia contra o Rotherham United, pela Copa da Liga Inglesa, em abril de 2016, depois que o titular Marco Silvestri foi expulso.
O primeiro jogo do goleiro pela EFL Championship foi 3 dias depois, frente ao Queens Park Rangers, tendo sofrido um gol de pênalti que empatou a partida aos 87 minutos. Em junho, renovou o contrato por mais 2 anos e chegou a se juntar ao elenco do Oldham Athletic para a pré-temporada, porém os Latics descartaram a contratação do goleiro , que voltaria em seguida ao Leeds. Em outubro, foi emprestado ao York City, da National League North, tendo atuado por 4 partidas antes de ser reintegrado ao elenco do Leeds United ao final do empréstimo. O goleiro realizou um período de testes no Landskrona BoIS em janeiro de 2018 e chegou a disputar um amistoso, mas o time sueco decidiu não contratá-lo.
Após 2 anos de sua estreia profissional, Peacock-Farrell voltaria a disputar uma partida pelo Leeds United em março, frente ao Wolverhampton Wanderers, após o então titular Felix Wiedwald ser barrado por não estar em forma. Apesar da derrota por 3 a 0, foi escolhido o melhor jogador da partida ao evitar uma goleada mais expressiva dos Wolves. Na temporada 2018–19, chegou a ser o único goleiro do elenco principal do Leeds depois que o recém-contratado Jamal Blackman voltasse ao Chelsea depois de sofrer uma lesão. Marcelo Bielsa, técnico do Leeds na época, afirmou que, se Blackman não estivesse lesionado, teria dispensado Farrell, que passaria a brigar pela titularidade com o espanhol Kiko Casilla, vindo do Real Madrid, e embora não fosse utilizado nos playoffs de acesso da Championship, disputou 29 jogos na temporada (somando todas as competições). Em junho de 2019, após um jogo pela Seleção Norte-Irlandesa, recusou participar de um treino de pré-temporada, alegando que pretendia brigar pela titularidade com Casilla, e também afirmou que estava relutante em assinar um novo contrato se Bielsa o relegasse como reserva do espanhol. Com a temporada 2019–20 se aproximando, o técnico argentino manteve Casilla como titular, e Peacock-Farrell assinou com o Burnley em agosto de 2019 por um valor não revelado - a BBC Sport revelou que foram 2,5 milhões de libras para contar com o goleiro, que brigaria pela titularidade com Joe Hart e Nick Pope após a saída de Tom Heaton. A estreia pelos Clarets foi em novembro de 2020, na derrota por 5 a 0 para o Manchester City, e ainda sob contrato com o Burnley, defendeu Sheffield Wednesday e AGF por empréstimo.
Em junho de 2024, é contratado pelo Birmingham City, recém-rebaixado à League One (terceira divisão inglesa), por 4 temporadas.

## Carreira internacional
Embora nascido na Inglaterra, Peacock-Farrell foi considerado elegível para representar a Irlanda do Norte, onde seu avô nasceu. Convocado para os jogos contra San Marino e República Checa (jogos válidos pelas eliminatórias da Copa de 2018) em agosto de 2017, não entrou em campo em ambos, mas foi lembrado em março do ano seguinte pelo técnico da equipe Sub-21, Ian Baraclough, para as partidas frente a Espanha e Islândia, pelas eliminatórias da Eurocopa da categoria, sendo o titular contra a seleção escandinava e manteve o placar zerado.
Suas atuações no Leeds United o fizeram ser convocado novamente para o time principal da Irlanda do Norte em maio de 2018, fazendo sua estreia no amistoso contra o Panamá, entrando como substituto no empate por 0 a 0. Em setembro, o goleiro revelou que integrantes da comissão técnica da Inglaterra pediram para que ele jogasse pelo English Team, pois as partidas que ele atuou não valiam para uma competição oficial, mas reiterou que pretendia continuar representando a Irlanda do Norte em nível internacional, o que viria a ocorrer no mesmo mês, na derrota por 2 a 1 para a Bósnia, partida válida pela Liga das Nações da UEFA B de 2018–19.

## Estatísticas
| Clube                            | Temporada | Liga                  | Liga  | Liga | Copa Nacional | Copa Nacional | EFL Cup | EFL Cup | Outras competições | Outras competições | Total | Total |
| Clube                            | Temporada | Division              | Jogos | Gols | Jogos         | Gols          | Jogos   | Gols    | Jogos              | Gols               | Jogos | Gols  |
| -------------------------------- | --------- | --------------------- | ----- | ---- | ------------- | ------------- | ------- | ------- | ------------------ | ------------------ | ----- | ----- |
| Leeds United                     | 2015–16   | Championship          | 1     | 0    | 0             | 0             | 0       | 0       | —                  | —                  | 1     | 0     |
| Leeds United                     | 2016–17   | Championship          | 0     | 0    | 0             | 0             | 0       | 0       | —                  | —                  | 0     | 0     |
| Leeds United                     | 2017–18   | Championship          | 11    | 0    | 0             | 0             | 0       | 0       | —                  | —                  | 11    | 0     |
| Leeds United                     | 2018–19   | Championship          | 28    | 0    | 1             | 0             | 0       | 0       | 0                  | 0                  | 29    | 0     |
| Leeds United                     | Total     | Total                 | 40    | 0    | 1             | 0             | 0       | 0       | 0                  | 0                  | 41    | 0     |
| York City (empréstimo)           | 2017–18   | National League North | 4     | 0    | —             | —             | —       | —       | —                  | —                  | 4     | 0     |
| Burnley                          | 2019–20   | Premier League        | 0     | 0    | 0             | 0             | 0       | 0       | —                  | —                  | 0     | 0     |
| Burnley                          | 2020–21   | Premier League        | 4     | 0    | 2             | 0             | 2       | 0       | —                  | —                  | 8     | 0     |
| Burnley                          | 2022–23   | Championship          | 8     | 0    | 5             | 0             | 3       | 0       | —                  | —                  | 16    | 0     |
| Burnley                          | Total     | Total                 | 12    | 0    | 7             | 0             | 5       | 0       | —                  | —                  | 24    | 0     |
| Sheffield Wednesday (empréstimo) | 2021–22   | League One            | 43    | 0    | 1             | 0             | 1       | 0       | 2                  | 0                  | 47    | 0     |
| AGF (empréstimo)                 | 2023–24   | Superliga             | 21    | 0    | 6             | 0             | —       | —       | 1                  | 0                  | 28    | 0     |
| Birmingham City                  | 2024–25   | League One            | 7     | 0    | 0             | 0             | 0       | 0       | 0                  | 0                  | 7     | 0     |
| Total                            | Total     | Total                 | 127   | 0    | 15            | 0             | 6       | 0       | 3                  | 0                  | 151   | 0     |

1. ↑  Inclui as Copas da Inglaterra e da Dinamarca
2. ↑  Inclui os play-offs de acesso da League One.
3. ↑  Inclui jogos pela Liga Conferência Europa da UEFA.

## Títulos
Burnley
- EFL Championship: 2022–23[37]

### Individuais
Leeds United
- Jogador Jovem do Ano: 2017–18[carece de fontes?]